# Apomys littoralis
Apomys littoralis é uma espécie de roedor da família Muridae.
Apenas pode ser encontrada nas Filipinas.